# Raanusaari
Raanusaari är en ö i Finland. Den ligger i sjön Raanujärvi och i kommunen Pello i den ekonomiska regionen  Tornedalens ekonomiska region  och landskapet Lappland, i den norra delen av landet, 700 km norr om huvudstaden Helsingfors. Öns area är 38,5 hektar och dess största längd är 0,9 kilometer i öst-västlig riktning.